# Nedstat
Nedstat was een Nederlands internetbedrijf dat onder andere gratis tellers beschikbaar stelde voor het meten van de bezoekaantallen van websites van particulieren en daar zeer populair mee was. Daarnaast bood Nedstat tegen betaling de producten Nedstat Pro en Sitestat aan voor professionele gebruikers.
Het bedrijf had in 2004 10.000 zakelijke en 750.000 particuliere gebruikers, waarbij dagelijks 90 miljoen pageviews worden geregistreerd. Het hoofdkantoor van Nedstat staat in Amsterdam-Zuidoost, er zijn ook vestigingen in Antwerpen, Frankfurt, Parijs, Londen, Madrid en Stockholm.
Nedstat is anno 2022 niet meer actief.

## Geschiedenis
Het bedrijf is opgericht door Michiel Berger, die begin 1996 de behoefte kreeg om het bezoek van websites te meten die niet op zijn eigen server stonden. Hij deed dit door een plaatje voor de homepage te laten downloaden vanaf zijn eigen server. Nadat hij ondernemer Hans Veldhuizen heeft ontmoet in een Amsterdams café wordt het bedrijf Nedstat opgericht.
Durk Jan de Bruin, de oprichter van Startpagina.nl, gebruikt de Nedstat-teller vanaf het begin op de pagina die hij voor zijn vader maakte. Na een jaar bleek hij op basis van de telling van Nedstat de meest bezochte website van Nederland te hebben ontwikkeld.
Op 15 juli 2005 wordt via het blad Emerce bekend dat Nedstat de gratis webteller Nedstat Basic was verkocht aan ad pepper media. ad pepper media heeft het hoofdkantoor in Neurenberg in Duitsland, maar heeft in Amsterdam een internationaal kantoor en Nederlandse vestiging. Bij de overname wordt duidelijk dat de gratis tool inmiddels 1,6 miljoen gebruikers kent en een waarde van 3 miljoen euro (plus een kleine overnamesom) heeft.
De naam van Nedstat Basic werd vervolgens veranderd in WebStats4U. Daarmee werd de lay-out van de informatie van de teller veranderd. Bovendien verschenen er pop-up- en popunder-schermen met reclame, ook porno, bij bezoekers van websites met de Nedstat-teller. Op fora kwam er sterke kritiek op deze werkwijze en vele websites verwijderen de teller. De aanpassing veroorzaakte een nieuwsgolf door de online media. WebStats4U kondigde in maart 2007 aan verder te gaan onder de naam Motigo.
Op 1 september 2010 heeft het Amerikaanse bedrijf comScore 29 miljoen euro op tafel gelegd en Nedstat overgenomen. Het betekende het einde van de merknaam Nedstat.